# الکساندر وانگ
الکساندر وانگ (انگلیسی: Alexander Wang؛ زادهٔ ۲۶ دسامبر ۱۹۸۳) طراح اهل ایالات متحده آمریکا است.
از فیلم‌ها یا برنامه‌های تلویزیونی که وی در آن نقش داشته‌است می‌توان به هرزه، من مدونا هستم اشاره کرد.